# Gangs aux États-Unis
 (décembre 2022).
La mise en forme du texte ne suit pas les recommandations de Wikipédia : il faut le « wikifier ».
Les points d'amélioration suivants sont les cas les plus fréquents. Le détail des points à revoir est peut-être précisé sur la page de discussion.
- Les titres sont pré-formatés par le logiciel. Ils ne sont ni en capitales, ni en gras.
- Le texte ne doit pas être écrit en capitales (les noms de famille non plus), ni en gras, ni en italique, ni en « petit »…
- Le gras n'est utilisé que pour surligner le titre de l'article dans l'introduction, une seule fois.
- L'italique est rarement utilisé : mots en langue étrangère, titres d'œuvres, noms de bateaux, etc.
- Les citations ne sont pas en italique mais en corps de texte normal. Elles sont entourées par des guillemets français : « et ».
- Les listes à puces sont à éviter, des paragraphes rédigés étant largement préférés. Les tableaux sont à réserver à la présentation de données structurées (résultats, etc.).
- Les appels de note de bas de page (petits chiffres en exposant, introduits par l'outil «  Source ») sont à placer entre la fin de phrase et le point final[comme ça].
- Les liens internes (vers d'autres articles de Wikipédia) sont à choisir avec parcimonie. Créez des liens vers des articles approfondissant le sujet. Les termes génériques sans rapport avec le sujet sont à éviter, ainsi que les répétitions de liens vers un même terme.
- Les liens externes sont à placer uniquement dans une section « Liens externes », à la fin de l'article. Ces liens sont à choisir avec parcimonie suivant les règles définies. Si un lien sert de source à l'article, son insertion dans le texte est à faire par les notes de bas de page.
- La présentation des références doit suivre les conventions bibliographiques. Il est recommandé d'utiliser les modèles {{Ouvrage}}, {{Chapitre}}, {{Article}}, {{Lien web}} et/ou {{Bibliographie}}. Le mode d'édition visuel peut mettre en forme automatiquement les références.
- Insérer une infobox (cadre d'informations à droite) n'est pas obligatoire pour parachever la mise en page.

Pour une aide détaillée, merci de consulter Aide:Wikification.
Si vous pensez que ces points ont été résolus, vous pouvez retirer ce bandeau et améliorer la mise en forme d'un autre article.

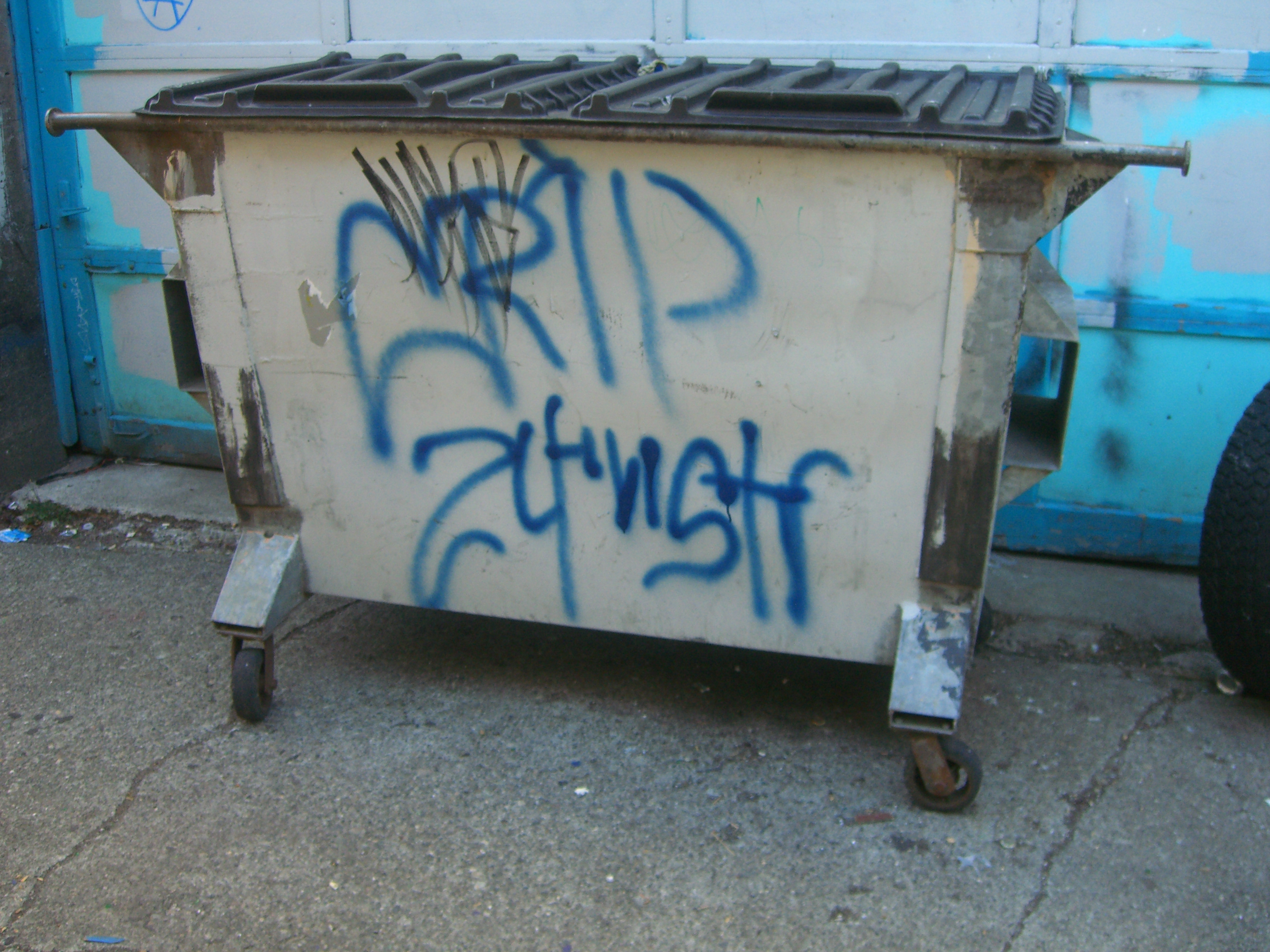
Plaque de rue du gang des Crips.

Les gangs aux États-Unis sont divers types de groupes, comprenant des gangs de rue nationaux, des gangs de rue locaux, des gangs de prison, des clubs de motards et des gangs ethniques et des gangs du crime organisé Environ 1,4 million de personnes faisaient partie de gangs en 2011 et plus de 33 000 gangs étaient actifs aux États-Unis.
De nombreux gangs américains ont commencé et existent toujours dans les zones urbaines. Dans de nombreux cas, les gangs de rue nationaux sont originaires de grandes villes telles que New York et Chicago, mais ils se sont ensuite développés dans d'autres villes comme Albuquerque et Washington, DC.

## Histoire
Les premiers gangs de rue américains sont nés à la fin de la guerre d'indépendance américaine au début des années 1780. Cependant, ces premiers gangs de rue avaient une légitimité contestable et des gangs plus sérieux ne se sont formés qu'à partir du début des années 1800. Le premier de ces gangs sérieux s'est formé dans les villes du nord-est américain, en particulier à New York.

### Premiers gangs de rue dans le Nord-Est: 1780-1870

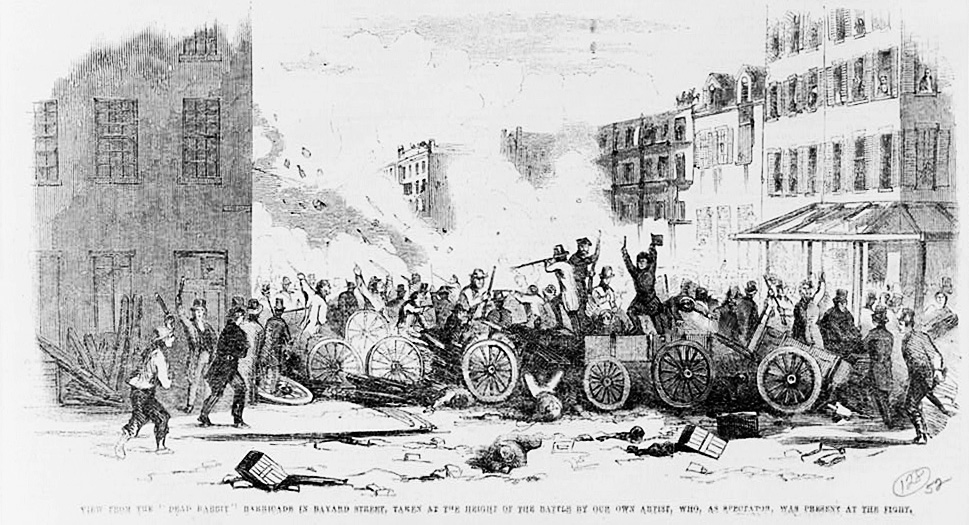
Vue du combat entre deux gangs, les Dead Rabbits et les Bowery Boys, New York, 1857.

Trois principaux groupes d'immigrants sont entrés dans le nord-est des États-Unis via New York au début des années 1800 : anglais, irlandais et allemand. Dans le Lower East Side de New York, ces groupes d'immigrants se sont regroupés en gangs dans une zone connue sous le nom de Five Points. Parmi ceux-ci se trouvaient le gang Smiths's Vly, les Bowery Boys (gang) (en) et les Broadway Boys, tous trois principalement composés d'immigrants irlandais. Ces premiers gangs n'étaient pas exclusivement engagés dans des activités criminelles; leurs membres étaient souvent employés comme ouvriers ordinaires. Les esclaves vivant à New York ont formé deux groupes paramilitaires qui pourraient être considérés comme des "gangs", les Smith's Fly Boys et les Long Bridge Boys. Des exemples notables de rébellions d'esclaves (ainsi que de contrecoups blancs à la menace perçue de celles-ci) dans l'État colonial de New York incluent la révolte des esclaves de New York de 1712 et la conspiration de New York de 1741.
Après le début des années 1820, cependant, les gangs ont commencé à se concentrer sur les activités criminelles, un exemple étant les Forty Thieves, qui ont commencé à la fin des années 1820 dans la région de Five Points. D'autres gangs criminels de l'ère d'avant la guerre civile comprenaient les Dead Rabbits et le Five Points Gang. Le Five Points Gang, en particulier, est devenu influent dans le recrutement de membres de gangs et dans l'établissement de relations de gangs avec des politiciens. En 1855, on estimait que la ville de New York comptait 30 000 hommes qui faisaient allégeance à des chefs de gangs.[réf. nécessaire] Les émeutes du projet de New York auraient été déclenchées par de jeunes gangs de rue irlandais,. Herbert Asbury a dépeint certains de ces groupes dans son histoire des gangs irlandais et américains à Manhattan, et son travail a ensuite été utilisé par Martin Scorsese comme base pour le film Gangs of New York. Cependant, ces premiers gangs ont atteint leur apogée dans les années précédant directement la guerre civile, et l'activité des gangs s'était largement dissipée dans les années 1870.

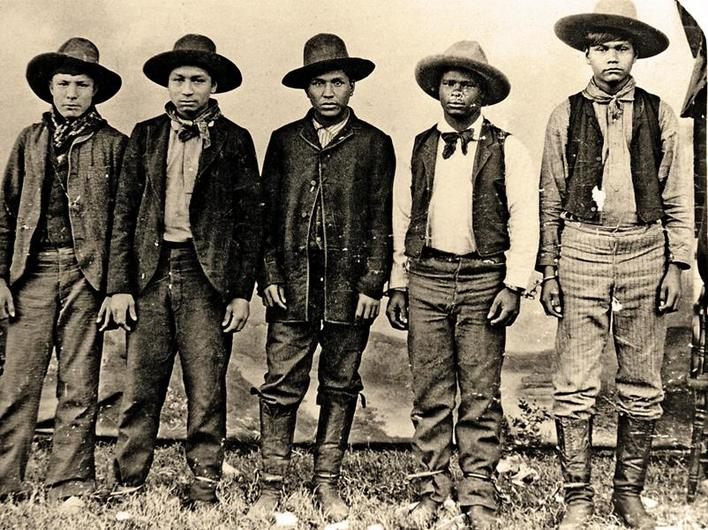
Le gang historique de Rufus Buck (1895)

À la fin des années 1800, les gangs sont réapparus en tant que force criminelle dans le Nord-Est  et ils sont apparus comme de nouvelles entreprises criminelles dans l'Ouest américain et le Midwest. À New York après la guerre civile, le gang le plus puissant à émerger était les Whyos, qui comprenaient des membres reconstitués des anciens gangs de la région de Five Points. Un autre gang new-yorkais de la fin du XIXe siècle était le Jewish Eastman Gang. Pendant ce temps, les immigrants chinois ont formé des tongs, qui étaient des gangs très structurés impliqués dans les jeux d'argent et le trafic de drogue. Ces tongs ont été égalées en force par un réseau de crime organisé italien émergent qui est devenu la mafia américaine.
Les gangs sont apparus dans le Midwest à la fin du XIXe siècle et au début du XXe siècle à Chicago. Les groupes d'immigrants européens tels que les Polonais et les Italiens formaient le noyau des gangs de Chicago, alors que seulement 1% des gangs étaient noirs. Cependant, les gangs au XIXe siècle étaient souvent multiethniques, car les quartiers ne présentaient pas la polarisation sociale qui a séparé les différents groupes ethniques dans la ville postmoderne (voir Edward Soja ),. Les gangs de Chicago à la fin du XIXe siècle étaient particulièrement puissants dans les zones autour des parcs à bestiaux de Chicago et se livraient à des vols et à des crimes violents.